# Iveco ACTL
La gamme Iveco ACTL comprend les modèles 4 × 4 - 6 × 6 et 6 × 6. Cette gamme complète de camions tactiques logistique de transport a été lancée en 2000 pour la configuration 8×8, puis en 2002 pour les autres configurations. De plus cette gamme comprend trois familles :
- SMR : 1re version développée sur commande de l'Armée de terre italienne et d'armées clientes étrangères. Elle comprend 17 versions dont les plus courantes sont : le plateau ridelles, la plateforme élévatrice complète, citerne, grue, avec benne Multilift Mk IV.

- SMH : 2e version réalisée pour transporter des charges plus importantes vu les capacités démontrées de la version SMR. Le H signifie "Heavy" lourd en anglais. Cette version est surtout destinée aux régiments du Génie et pour le déplacement de chars d'assaut.

- HD-6 : 3e version qui reprend la cabine des Astra à usage civil. version destinée aux utilisations en milieu urbain pour des opérations spécifiques où l'utilisation d'engins aux allures trop militaires ne seraient pas bien perçue.

Comme toute la gamme extra lourde, ces véhicules sont construits sur un châssis Astra SpA, filiale spécialisée du groupe Iveco.

## La gamme Iveco ACTL4 × 4
Cette version vient se substituer à la gamme Iveco ACM 90 lancée en 1990.
L'appellation italienne des véhicules militaires se déchiffre ainsi :
- AC : Autocarro = Camion
- T : Tactique
- L : Logistique
- 4 × 4 : Configuration de transmission

Cette version 4 × 4, lancée en 2002, est transportable en avion. La gamme est large et propose trois empattements et longueurs différents. Tous les freins sont à disque et le passage à gué est de 85 cm sans aucune préparation.
Un kit de protection blindée avec des composants en kevlar est disponible en option. Il est possible d'armer le véhicule avec une mitrailleuse sur la cabine.
Ces véhicules sont référencés Iveco M170.31/33 WW sur les marchés hors de l'Italie.

## La gamme Iveco ACTL6 × 6
Cette version vient se substituer aux véhicules :
- Fiat 6605 TM69
- Fiat AG 70
- Fiat TM 69 FH 70
- Iveco ATC 81
- Iveco M120 et M180
- Astra ATP SM 66.40 CAD lancée en 1985.

## La gamme Iveco ACTL8 × 8
Cette version vient se substituer aux modèles :
- Iveco 320.45 WTM lancé en 1978
- Iveco M200
- Astra SM 86.50 CAD lancé en 1985.

## Pays utilisateurs

### ACTL Version4 × 4

#### Italie
- - Aeronautica militare
  - Armée de terre italienne
  - Armée de l'air italienne
  - Police Financière

#### Royaume-Uni
trois véhicules en essai

### ACTL version6 × 6

#### Italie
124 tracteurs

#### Belgique
400 tracteurs + 379 options avec 350 kits de protection blindée

#### Espagne
400 tracteurs

#### Algérie
110 véhicules HD6

### ACTL version8 × 8

#### Italie
1 200 véhicules ASTRA SM 84.45 ACTL + 1 200 ASTRA SM 88.45 ACTL + xx Iveco SM 88.50 TIM 8x8

#### Irlande
55 véhicules

#### Danemark
21 véhicules

#### France
450 véhicules
Nota : le nombre représente les commandes globales pour chaque pays arrêté en 2012. La réalité actuelle (2014) est très différente à la suite des nombreuses acquisitions récentes sachant que le groupe italien ne communique jamais le nombre de véhicules commandés ou livrés aux armées.